# Wim Huisman

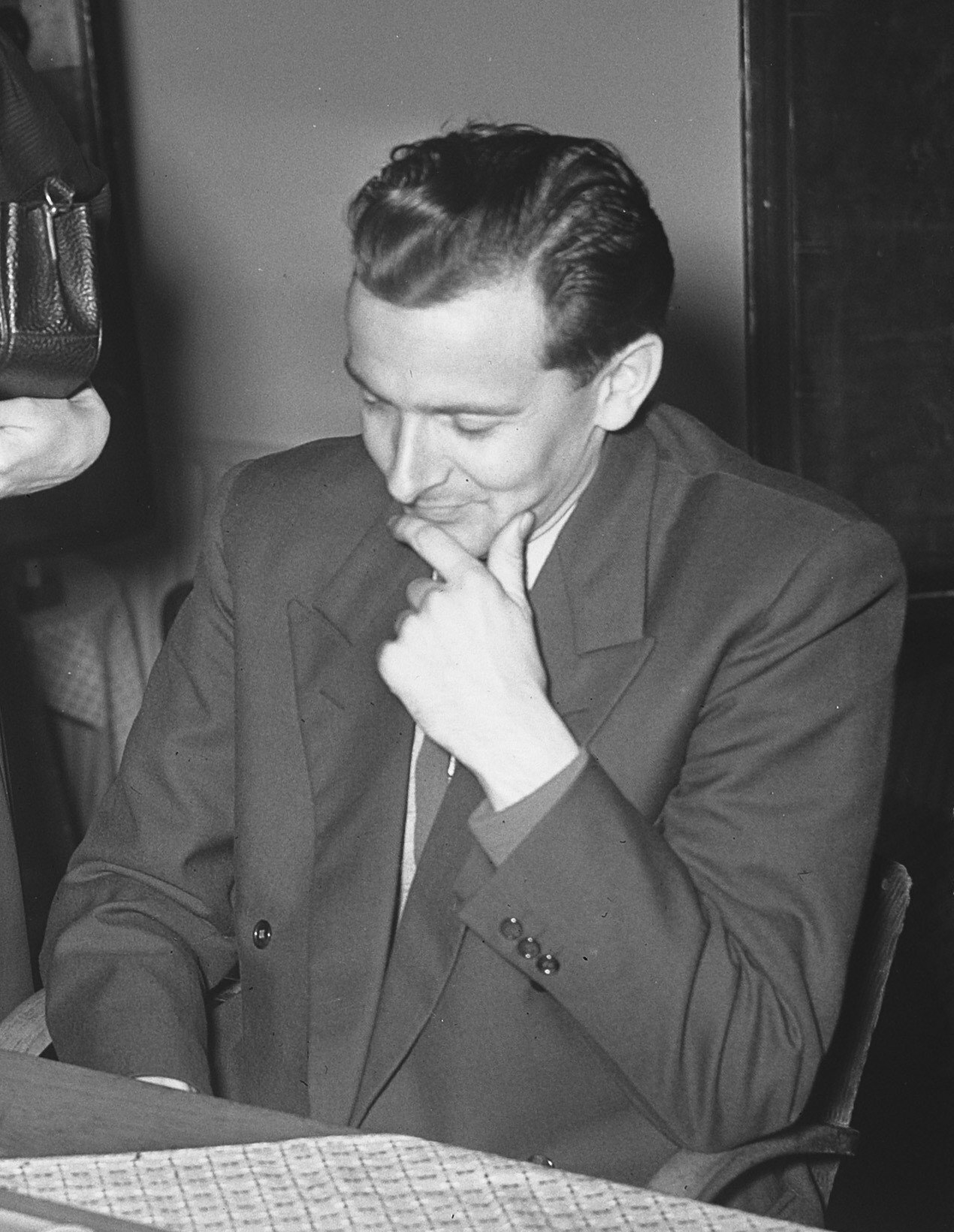
Wim Huisman tijdens de match om de wereldtitel in 1954.

Wim Huisman (1923 - 1964) was een Nederlands dammer die in 1953 Nederlands kampioen dammen werd. Huisman bezat de titel nationaal meester. Na een ziekteperiode overleed Huisman in 1964 op 41-jarige leeftijd. In 1955 behaalde Wim Huisman het wereldrecord blindsimultaandammen door tegen 8 tegenstanders te spelen. Huisman behaalde 11 punten; dit record werd in 1982 door Ton Sijbrands verbroken. 

## Nederlands kampioenschap
Wim Huisman deed 10 keer mee aan het Nederlands kampioenschap. Hij behaalde eenmaal, in 1953, de eerste plaats. De volledige resultaten van Huisman tijdens het Nederlands kampioenschap:
- NK 1942 - vierde plaats met 10 punten uit 9 wedstrijden.
- NK 1944 - gedeelde vijfde plaats met 15 punten uit 13 wedstrijden.
- NK 1946 - zesde plaats met 11 punten uit 11 wedstrijden.
- NK 1948 - gedeelde vijfde plaats met 15 punten uit 13 wedstrijden.
- NK 1952 - gedeelde vierde plaats met 12 punten uit 11 wedstrijden.
- NK 1953 - gedeelde eerste plaats met 18 punten uit 13 wedstrijden. In de herkamp won Huisman met 4-2 van R.C. Keller.
- NK 1956 - gedeelde tweede plaats met 18 punten uit 14 wedstrijden.
- NK 1957 - gedeelde derde plaats met 17 punten uit 15 wedstrijden.
- NK 1958 - gedeelde vijfde plaats met 15 punten uit 14 wedstrijden.
- NK 1960 - vierde plaats met 17 punten uit 15 wedstrijden.

## Wereldkampioenschappen
Huisman deed tweemaal mee aan het toernooi om de wereldtitel, in 1952 en 1956. In 1954 speelde hij een match om de wereldtitel
- WK 1952 - gedeeld vijfde met Marcel Bonnard, met 23 punten uit 18 wedstrijden.
- WK 1954 - in een match tegen Piet Roozenburg won Roozenburg met 16-8.
- WK 1956 - negende plaats met 20 punten uit 18 wedstrijden.